# Lisgar
Lisgar fut une circonscription électorale fédérale du Manitoba, représentée de 1871 à 1988.
La circonscription de Lisgar a été créée avec l'entrée du Manitoba dans la Confédération canadienne en 1870. Abolie en 1987, elle fut redistribuée parmi Brandon—Souris, Lisgar—Marquette et Provencher.

## Géographie
En 1892, la circonscription de Brandon comprenait:
- Les municipalités de Morton, Winchester, Arthur, Pipestone, Wallace, Woodworth, Sifton, Daly, Whitehead, Glenwood, Elton, Cornwallis et Oakland
- Le village de Virden
- La cité de Brandon

## Députés
1. 1871-1882 — John Christian Schultz, CON
2. 1882-1896 — Arhur Wellington Ross, L-C
3. 1896-1902 — Robert Lorne Richardson, IND
4. 1902-1904 — Duncan Alexander Stewart, PLC
5. 1904-1908 — Thomas Greenway, PLC
6. 1908-1917 — William Henry Sharpe, CON
7. 1917-1921 — Ferris Bolton, CON
8. 1921-1935 — John Livingstone Brown, PPC
9. 1935-1953 — Howard Waldemar Winkler, PLC
10. 1953-1957 — William Albert Pommer, PLC
11. 1957-1970 — George Muir, PC
12. 1970-1988 — Jack Murta, PC

- CON = Parti conservateur du Canada (ancien)
- L-C = Parti libéral-conservateur
- PC = Parti progressiste-conservateur
- PLC = Parti libéral du Canada
- PPC = Parti progressiste du Canada